# 1970-es Roland Garros
Az 1970-es Roland Garros az év második Grand Slam-tornája, amelyet május 25–június 7. között rendeztek Párizsban, és amely a Roland Garros 69. kiadása volt. Férfiaknál a csehszlovák Jan Kodeš, nőknél az ausztrál Margaret Court nyert.

## Döntők

### Férfi egyes
Jan Kodeš -  Željko Franulović 6-2, 6-4, 6-0

### Női egyes
Margaret Court -  Helga Niessen 6-2, 6-4

### Férfi páros
Ilie Năstase /  Ion Țiriac -  Arthur Ashe /  Charles Pasarell 6-2, 6-4, 6-3

### Női páros
Gail Sherriff Chanfreau /  Françoise Durr -  Rosemary Casals /  Billie Jean King 6-1, 3-6, 6-3

### Vegyes páros
Billie Jean King /  Bob Hewitt -  Françoise Durr /   Jean Claude Barclay 3-6, 6-4, 6-2